# North West Leicestershire
North West Leicestershire – dystrykt w hrabstwie Leicestershire w Anglii.

## Miasta
- Ashby-de-la-Zouch
- Coalville
- Ibstock

## Inne miejscowości
Albert Village, Appleby Magna, Ashby Woulds, Bardon, Belton, Breedon on the Hill, Castle Donington, Charley, Chilcote, Coleorton, Donington le Heath, Donisthorpe, Farm Town, Griffydam, Heather, Hugglescote, Lount, Moira, Newton Burgoland, Oakthorpe, Osgathorpe, Packington, Ravenstone, Snarestone, Stretton en le Field, Swannington, Swepstone, Thringstone, Whitwick, Willesley, Worthington.